# Дерегус Вікторія-Марина Михайлівна
Дерегус Вікторія-Марина Михайлівна (2 квітня 1929 року, Харків — 4 квітня 1996 року, Харків) — живописець і графік.

## Життєпис
Народилася 2 квітня 1929 року в місті Харкові в сім'ї Михайла та Файзрахмани Дерегусів. У 1950 році закінчила Харківське художнє училище. Починаючи з 1957 року брала участь у художніх виставках, в тому числі міжнародних. Її спеціалізація — станковий живопис і графіка. В графіці використовувала такі техніки: гравюра, офорт, монотипія. Створювала портрети, пейзажі, натюрморти. 

## Творчість
У своїх пейзажах відображала природу України. На її полотнах зображені Харківщина, Сумщина, Полтавщина, Чернігівщина. Творчості Вікторії-Марини Дерегус притаманні національні мотиви, деяка кількість робіт присвячена шевченківським місцям. В пейзажах іноді використовувала панораму з високою лінією горизонту. Картини Дерегус зберігаються в Харківському художньому музеї.
За ескізами художниці Національний банк України викарбував ювілейні монети «Михайло Дерегус» (2004, у співавторстві з Наталію Дерегус-Лоренс) і «Борис Лятошинський» (2005, у співавторстві з Наталію Дерегус-Лоренс і Борисом Груденком).

## Перелік робіт
Живопис
- 1957 — «Вітер»,
- 1960-і рр."Автопортрет", «Місячна ніч»,
- 1961 — «Літній вечір»,
- 1964 — «Вечоріє», «У Моринцях»,
- 1965, 1974 — «Весна»,
- 1967 — «Літній день», «Свіжий вітер»,
- 1970 — «Тиша»,
- 1977, 1982- «Бузок», «Шумлять верби»,
- 1978 — «Літо», «Польові квіти»,
- 1979 — «У лісопарку»,
- 1979, 1989 — «Сутінки»,
- 1980 — «Хмарно»,
- 1981 — «Чернігівщина»,
- 1982 — «Вечір над Пслом», «Соняшники»,
- 1984 — «Хліб», «Квіти, фрукти, овочі»,
- 1985 — «Біля Псла»,
- 1986 — «Восени»,
- 1988 — «На Звенигородщині»,
- 1990 — «Ромашки»,
- 1991 — «Півонії»,
- 1992 — «Троянди».

Графіка
- 1960-і рр. — «Лелеки», «Скельки»,
- 1962 — «Жовтневий ліс»,
- 1963 — «Повінь»,
- 1964 — «Вечір у Кирилівці»,
- 1971 — «Верби», «Ставок»,
- 1972 — «Місячний день»,
- 1974 — «Човни»,
- 1975 — «Стежка»,
- 1979 — «Вечір»,
- 1980 — «Хатки».